# La Serrada
La Serrada es un municipio de España perteneciente a la provincia de Ávila, en la comunidad autónoma de Castilla y León. Tiene una población de 135 habitantes (INE 2024).

## Geografía
La Serrada es un municipio de la provincia de Ávila, situado en la comarca de Ávila (Valle de Amblés), a 13 km de la capital provincial. El término municipal está atravesado por la carretera N-110, entre los pK 263 y 264, y por la carretera N-502, que se dirige hacia Arenas de San Pedro. 
El relieve del municipio está caracterizado por la transición del Valle de Amblés y las primeras elevaciones de la sierra de Ávila. La altitud oscila entre los 1250 m en la zona montañosa y los 1080 m en el valle. El pueblo se alza a 1106 m sobre el nivel del mar.  
Camilo José Cela en su libro Judíos Moros y Cristianos, narra un viaje que realiza por tierras de Segovia y Ávila, entre 1946 y 1952. Uno de los lugares por los que pasa pasa es la Serrada.

La Serrada -¡qué bien se anda cuando se anda bien!- queda allá en su dulce y ocre ladera a la misma mano y Salobral, en su vallecico, se enseña enfrente a la mano contraria...

| Noroeste: Casasola y Muñopepe | Norte: Casasola y La Colilla | Noreste: La Colilla          |
| Oeste: Muñopepe               |                              | Este: La Colilla y El Fresno |
| Suroeste: Salobral            | Sur: Salobral y El Fresno    | Sureste: El Fresno           |

## Historia
Los primeros datos escritos encontrados que nombran a La Serrada son del año 1341, en una relación de las propiedades de la Catedral, en este pueblo. En ellos se recogen algunos nombres que aún perduran, como por ejemplo: "Era Vieja", "Serradillos", "Macarro"...
Se cree que el pueblo se fundó hacia el 1300, por gentes procedentes de Cantabria, Burgos, Navarra y la sierra de los Picos de Urbión, en Soria, que además poblaron otros municipios como Muñopepe, La Colilla y El Fresno.
El término de La Serrada era propiedad de la Catedral de Ávila y de algunas familias nobles de la ciudad como los Blázquez y los Águila. A finales del siglo XVI se fundó el convento de los Jerónimos, que recibió como dote todas las tierras que tenía en este término el señorío de los Águila.
Los habitantes de La Serrada fueron siempre esclavos que trabajaban las tierras del pueblo, dedicándose también a la ganadería lanar y a labrar las tierras de las dehesas de los alrededores de Ávila, algunos iban a Extremadura con sus ganados todos los años, practicando la trashumancia.
Durante varios siglos la parroquia de La Serrada dependió de Muñopepe y otras ocasiones sucedió al revés.
Para conocer la historia de La Serrada hay que acudir a los archivos de la Iglesia, pues en el Estado, no existían registros hasta fines del siglo pasado. Hay un libro de Don Pascual Madoz, hacia 1850, donde se describe a La Serrada, como pueblo, lo que producen sus tierras, y, contado por sus antepasados, las consecuencias que produjo el terremoto de Lisboa en 1755 en el pueblo, logrando destruir casi el 30% de las viviendas y ocasionando daños irreversibles en la iglesia.
A mediados del siglo XIX, el lugar tenía contabilizada una población de 148 habitantes. Aparece descrito en el decimocuarto volumen del Diccionario geográfico-estadístico-histórico de España y sus posesiones de Ultramar de Pascual Madoz de la siguiente manera:

SERRADA (la): l. con ayunt. de la prov., part. jud. y dióc. de Avila (1 leg.), aud. terr. de Madrid (17), c. g. de Castilla la Vieja (Valladolid 21). sit. en el declive de una cuesta por cuya falda corre el r. Adaja; le combaten todos los vientos y su clima es mediano. Tiene 40 casas de inferior construccion en lo general; la de ayunt., cárcel, escuela de primeras letras comun á ambos sexos y una igl. parr. (San Pedro Apostol) aneja de la de Muñopepe, cuyo párroco la sirve. El térm. confina N. Martiherrero; E. Avila; S. Las Casas, y O. Padiernos y Duruelo; comprende 4,050 fan.; 450 de tierras cultivadas y 600 de incultas; de las primeras, 125 de 1.ª clase destinadas á trigo y cebada; 160 de 2.ª á algarrobas y avena y 165 de 3.ª á centeno; fertilidad general 6 por una. El terreno en su mayor parte es de secano. caminos, de herradura que dirigen á los pueblos limítrofes. El correo se recibe en la cab. del part. prod.: trigo, centeno, cebada, algarrobas, legumbres, frutas y pastos; mantiene ganado lanar merino, que da buena lana, y el vacuno necesario para la labor. pobl.: 38 vec., 148 alm. cap. prod.: 447,500 rs. imp.: 17,900. ind.: 500. contr.: 3,716 28.
(Madoz, 1849, pp. 200-201)

## Demografía
La Serrada cuenta con una población de 135 habitantes (INE 2024).
| Gráfica de evolución demográfica de La Serrada entre 1842 y 2021                                                      |
| |
| Población de derecho según los censos de población del INE. Población de hecho según los censos de población del INE. |

## Patrimonio

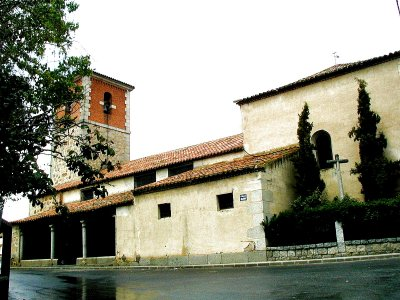
Iglesia parroquial
La iglesia estaba ruinosa y fue reedificada por Don Vito Fernández Guerra y Doña Isabel Jiménez Grande. Se amplió hacia el saliente cogiendo terrenos del cementerio viejo, edificándose una esbelta torre muy parecida a algunas de Valladolid y Tierra de Campos, se colocó la cancela interior y la del "portalillo", se bendijo con gran solemnidad, asistiendo fieles de los pueblos vecinos, el 15 de junio de 1880. Al año siguiente se arreglaron las dos campanas viejas (en el inventario de 1777 se citan estas dos campanas) que había en la torre, una de dieciocho arrobas de peso y otra de doce, poniéndoles unas cuñas y abrazaderas, siendo el importe de este arreglo de dieciséis reales. La tercera campana aparece por primera vez inventariada en 1895.
En 1881 se nombra patrones de la iglesia a Don Vito y Doña Isabel y se les autoriza, aunque está prohibido por las leyes del estado, a ser enterrados en ella.

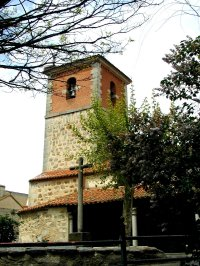
Campanario

El altar de Nuestra Señora de la Natividad (que actualmente ya no existe, debido a la última reforma) tenía su retablito con su sagrario, dos medias columnas doradas y en su nicho a Nuestra Señora sin el Niño. El obispo de Ávila, Don Julián Cano, concedió cuarenta días de indulgencia a todas las personas que rezaran una salve ante dicho altar. En este altar también existía una imagen menor de San Francisco, que actualmente se encuentra en Muñopepe. También han desaparecido, la cancela interior, la del portalillo, la tribuna, el púlpito y los altares situados a ambos lados de la nave central y que se colocaron al lado del altar mayor.
Trajeron una virgen más grande, llamada Virgen del Consuelo. La gente mayor no aceptó muy bien que cambiaran a la Virgen de la Natividad a un lado y pusieran en el altar mayor a la Virgen del Consuelo.
El patrón del pueblo era San Pedro, cuya fiesta se celebraba el 22 de febrero,(Cátedra de San Pedro en Antioquía, fiesta del calendario romano en memoria del episcopado de San Pedro en ese lugar), pero debido a que algunos años coincidía con la Cuaresma se decidió su traslado al 8 de septiembre.
En el año 2000 se ha puesto otra campana, llamada "la Campana del Milenio".
El Asilo de Santa Isabel
Otra de las edificaciones significativas de La Serrada es el Asilo de Santa Isabel, fundado por Doña Isabel Jiménez Viñegra Grande, inaugurado el "XIX de Noviembre de MCMII" según reza en la placa situada a la entrada del mismo.
Este centro se creó para formar sacerdotes y maestros. Estos estudios eran benéficos. Doña Isabel Jiménez concedía doce becas que repartía de la siguiente forma: cuatro para La Serrada, dos para La Colilla y seis para Ávila. Como la mayoría de la gente escogía la carrera de maestro, decidió dejar solamente las becas para el sacerdocio, estudios que eran de su preferencia.
Cuentan los ancianos del pueblo, que cuando este edificio (que ahora se llama Colegio Juan XXIII y está destinado a Módulos de Formación Profesional) se construyó, en una de las esquinas, metieron un cofre con monedas de todas las clases que existían en aquella época.